# Piratfilm
Piratfilmer är en filmgenre där handlingen kretsar kring sjörövare och ofta sökandet efter skatter. Filmerna utspelar sig oftast under piraternas guldålder, 1600- och 1700-talet, men emellanåt även under andra tiders piratverksamhet. Många av filmerna är äventyrsfilmer, de innehåller även ofta viss romantik, en del är mer actionfyllda och en del är mer eller mindre komedifilmer.

## Piratfilmer i urval
- Cutthroat Island (1995)
- Dansande piraten (1936)
- Den svarta svanen (1942)
- Den svarte piraten (1926)
- Den vilde piraten (1976)
- Fruktans ö (1980)
- I piratens våld (1953)
- Kaparnas konung (1958)
- Kapten Blod (1924)
- Kapten Blod (1935)
- Kapten Gulskägg (1983)
- Kapten Kidd (1945)
- Kapten på Singaporelinjen (1935)
- Kapten Svartskägg (1952)
- Lady Dona (1944)
- Long John Silver (1954)
- Marietta (1935)
- Med flaggan i topp (1951)
- Mupparna på skattkammarön (1996)
- Männen från havet (1938)
- Peter Pan (1924)
- Peter Pan (1953)
- Piratdrottningen (1951)
- Piraten (1948)
- Pirater (1986)
- Pirates of the Caribbean: Den svarta pärlans förbannelse (2003)
- Pirates of the Caribbean: Död mans kista (2006)
- Pirates of the Caribbean: Vid världens ände (2007)
- Prinsessan och piraten (1944)
- Roland den djärve (1953)
- Röde piraten (1952)
- Sjörövare är vi allihopa (1952)
- Sjörövarnas konung (1938)
- Skattkammarön (1934)
- Skattkammarön (1950)
- Skattkammarön (1990)
- Skörda i den vilda stormen (1942)
- Slaghöken (1924)
- Slaghöken (1940)
- Slottet i skuggan (1955)
- Spöke på villovägar (1968)
- Värdshuset Jamaica (1939)
- Äventyr på Fidji (1954)
- Örnen från Madagaskar (1952)